# Lithocarpus tubulosus
Lithocarpus tubulosus är en bokväxtart som först beskrevs av Paul Robert Hickel och Aimée Antoinette Camus, och fick sitt nu gällande namn av Aimée Antoinette Camus. Lithocarpus tubulosus ingår i släktet Lithocarpus och familjen bokväxter. Inga underarter finns listade.